# Guillermo García y García
Jerónimo Guillermo García y García (Lima, 10 de febrero de 1847–Punta Gruesa, 21 de mayo de 1879) fue un marino peruano, héroe de la Guerra del Pacífico. Sirviendo a bordo de la fragata Independencia, murió en el combate naval de Punta Gruesa cuando tenía a su cargo un cañón de proa.

## Biografía

### Carrera militar
Fue hijo de José Antonio García y González y Josefa García Urrutia, que eran primos. Hermano de José Antonio, Aurelio y Vidal García y García. 
Cursó sus estudios en el Colegio Peruano-Francés y en el Convictorio de San Carlos de Lima. Luego, en 1863, pasó a estudiar al Colegio Militar Naval, en la sección destinada a los aspirantes a marinos. Egresó el 12 de marzo de 1864 como guardiamarina, y sirvió sucesivamente a bordo de la fragata Amazonas y de la goleta Loa.
En febrero de 1865 fue enviado a Londres como parte de la dotación de la recién adquirida fragata blindada Independencia, que emprendió el viaje al Perú bajo el mando del capitán de fragata Aurelio García y García, su hermano. Fue entonces ascendido a la clase de alférez de fragata.

### Carrera en la marina mercante
En 1867 solicitó licencia para ingresar a la marina mercante. Al mando de buques de vela viajó a China, Japón, Filipinas y Australia, experiencia que le permitió ganar reputación profesional.
Se hallaba sirviendo a bordo de la barca Jirafa, cuando participó en el rescate de los náufragos de la cañonera Chanchamayo, en 1876. Como comandante del bergantín Florencia navegó desde Inglaterra hasta el canal de Suez; probablemente fue el primer buque peruano que cruzó dicha vía.
En 1878 abrió una ruta comercial a Nueva Zelanda llevando azúcar y trayendo trigo. Poco después se casó con Zenobia García Maldonado. Los negocios le auguraban prosperidad, pero al estallar la Guerra del Pacífico en 1879, optó por reincorporarse a la marina de guerra, al igual que muchos otros marinos en retiro llevados por su sentimiento patriótico.
Pasó a servir a bordo de la fragata blindada Independencia, que era el principal buque de la armada peruana y que estaba comandada por Juan Guillermo More Ruiz.

### Combate naval de Punta Gruesa

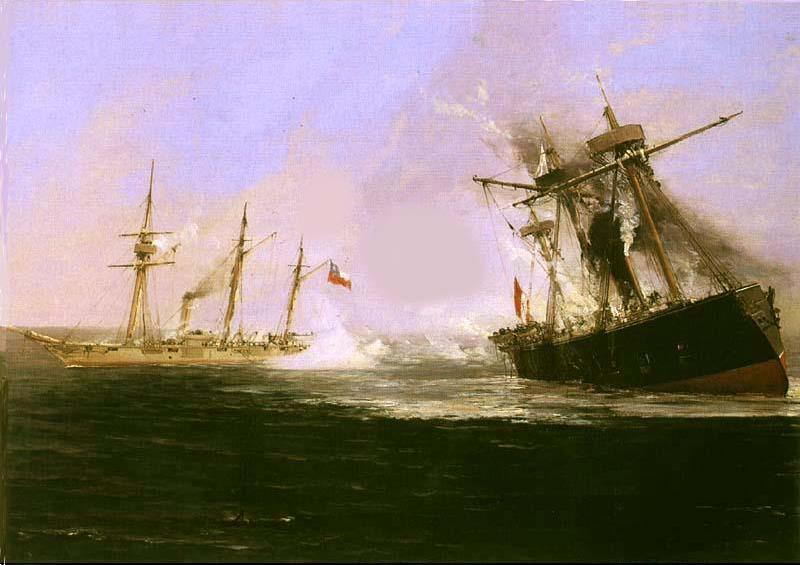
Combate naval de Punta Gruesa.

El 21 de mayo de 1879 el monitor Huáscar y la fragata Independencia arribaron a Iquique, puerto peruano que en esos momentos se hallaba bloqueado por dos buques de guerra chilenos: la corbeta Esmeralda y la goleta Covadonga. Mientras que el Huáscar libraba el combate naval de Iquique contra la Esmeralda, la Independencia se encargó de perseguir a la Covadonga, cuyo comandante, el capitán de corbeta Carlos Condell de la Haza, prefirió evadir el combate bordeando la costa. Fatalmente, la Independencia chocó con una roca a la altura de Punta Gruesa, que le produjo una avería de magnitud, quedando varada. El comandante Condell se dio cuenta del percance de sus perseguidores y ordenó dar media vuelta para repasarlos. La tripulación peruana había ya arriado los botes para abandonar la fragata, que empezaba  a hundirse, cuando llegó la Covadonga, que rodeó a la Independencia y descargó sobre ella toda su artillería; la mayoría de náufragos peruanos, que se debatían entre el oleaje fueron acribillados, actitud que contrastaba con la magnanimidad de Grau, que esos momentos rescataba  a los náufragos de la Esmeralda. La Independencia, semihundida, no se rindió y respondió al ataque con fuego de cañones y fusilería. La tripulación de la fragata sufrió unas 23 bajas, entre muertos y heridos.
Guillermo García y García, quien dotaba un cañón de proa de la Independencia, no dejó de hacer fuego mientras el barco se hundía. Al ver el pabellón destrozado por una bomba enemiga, se apresuró a reemplazarlo, pero una bala le entró por la cabeza y le salió por la tetilla derecha. Así sucumbió heroicamente, cuando contaba con treinta y dos años de edad.

### Repatriación de sus restos
Su cuerpo fue colocado en un ataúd de zinc lleno de salitre y enterrado provisionalmente en el cementerio de Iquique. El médico del hospital de dicho puerto, Miguel Iturrizaga, dijo que tenía, además de la ya mencionada herida de bala «marcadas contusiones de bala-granada en las piernas». Los diarios de la época se ocuparon en realzar su memoria. El comandante Juan Guillermo More lo recordó como «uno de nuestros más inteligentes oficiales». Años después, el cadáver fue repatriado a bordo del vapor Pizarro, llegando al Callao el 5 de agosto de 1884.
Los restos del alférez Guillermo García y García fueron trasladados en 1908 a la Cripta de los Héroes del cementerio Presbítero Maestro en Lima.